# Martial Payot

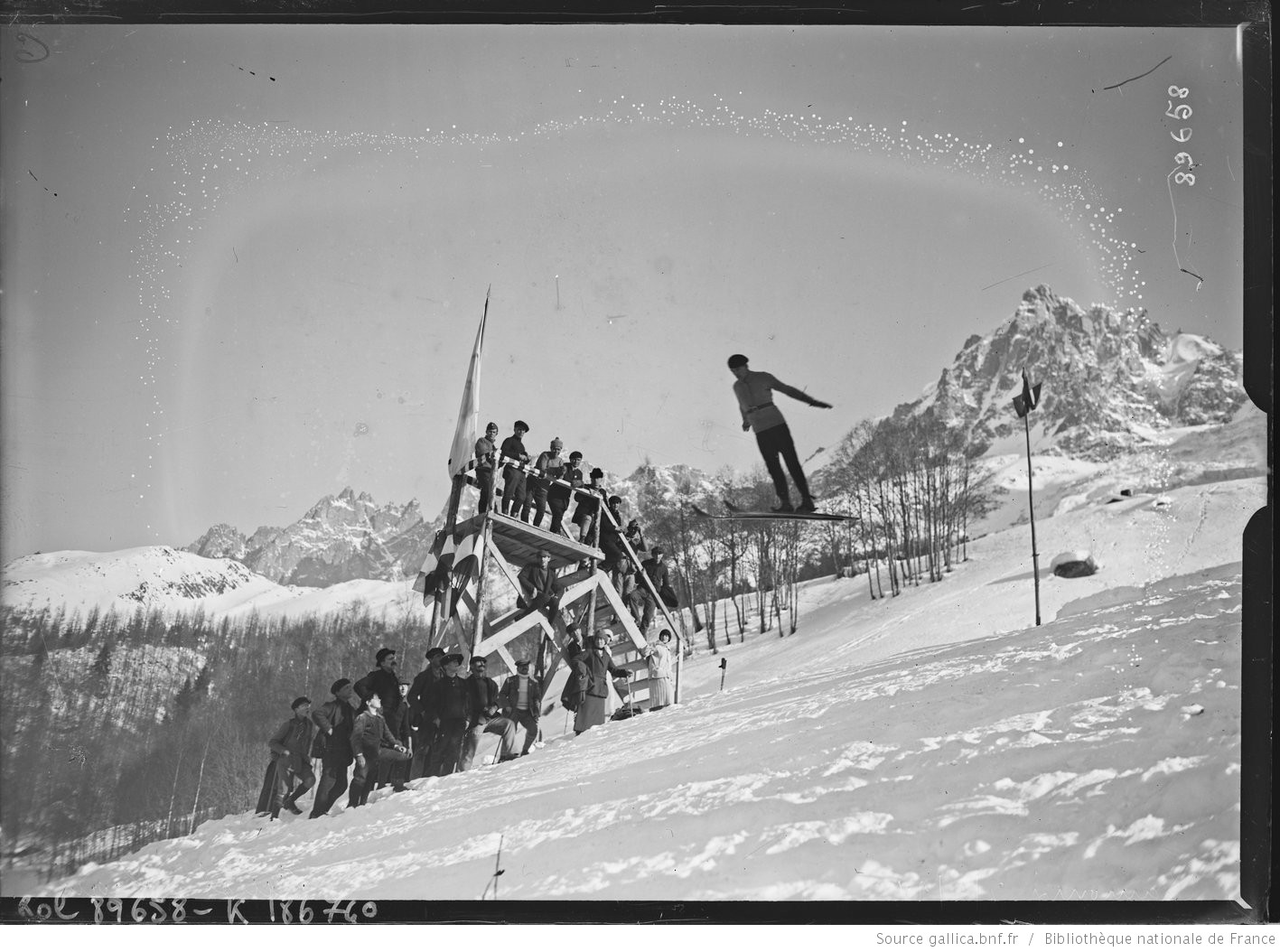
Payot under den olympiska backhoppningstävlingen 1924.

Martial Alphonse Alexandre Payot, född 18 februari 1900 i Chamonix i Haute-Savoie, död där 13 oktober 1949, var en fransk vinteridrottare. Han var aktiv inom längdåkning, nordisk kombination och backhoppning under 1920-talet och 1930-talet. Han tävlade för Chamonix, skidföreningen i hemorten.

## Karriär
Martial Payot deltog i olympiska vinterspelen 1924 på hemmaplan i Chamonix. Han tävlade i nordisk kombination och 18 kilometer längdåkning, men bröt dock bägge tävlingarna. Han kom på 25:e plats i backhoppning.
Vid olympiska vinterspelen 1928 i Sankt Moritz i Schweiz, deltog han också i samtliga nordiska grenar. Han slutade på 26:e plats i backhoppning. På 18 kilometer längdåkning slutade han på 36:e plats. I nordisk kombination blev det en 23:e plats totalt, efter en 26:e plats i längdskidåkningen och en 22:a plats i backhoppningen.
Martial Payot blev fransk mästare i längdskidåkning under åren 1926–1928 och slutade på bronsplats 1933.